# Loyabad
Loyabad là một thị trấn thống kê (census town) của quận Dhanbad thuộc bang Jharkhand, Ấn Độ.

## Nhân khẩu
Theo điều tra dân số năm 2001 của Ấn Độ, Loyabad có dân số 32.695 người. Phái nam chiếm 55% tổng số dân và phái nữ chiếm 45%. Loyabad có tỷ lệ 58% biết đọc biết viết, thấp hơn tỷ lệ trung bình toàn quốc là 59,5%: tỷ lệ cho phái nam là 69%, và tỷ lệ cho phái nữ là 44%. Tại Loyabad, 15% dân số nhỏ hơn 6 tuổi.